# Schloss Adldorf

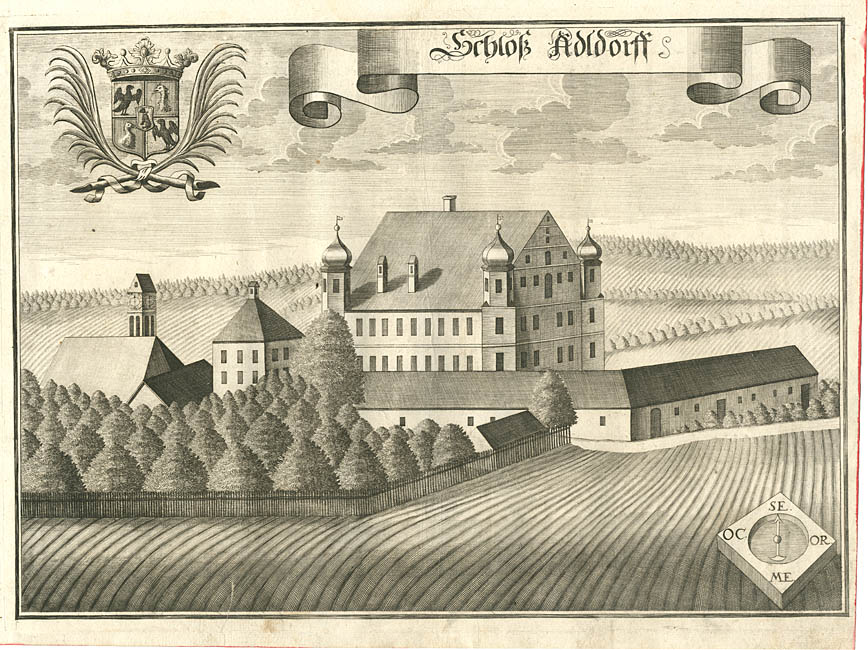
Schloss Adldorf nach einem Stich von Michael Wening

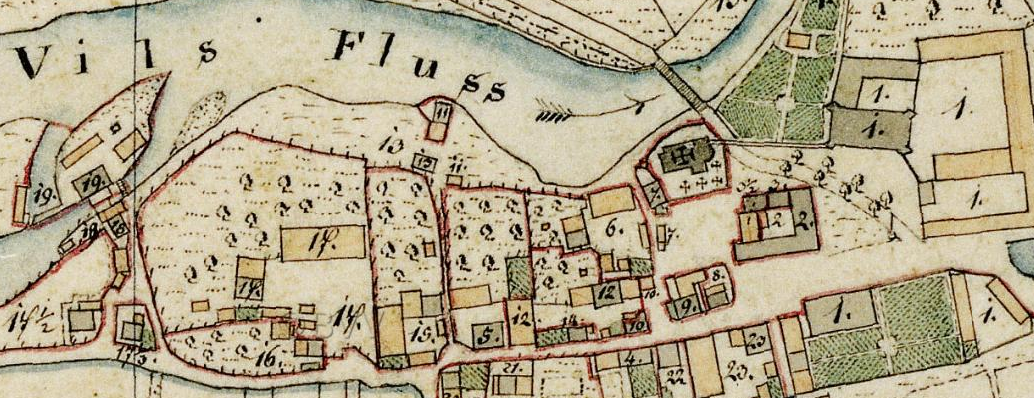
Schloss Adldorf auf dem Urkataster von Bayern

Das Schloss Adldorf liegt in der Ortschaft Adldorf, heute einem Gemeindeteil des niederbayerischen Marktes Eichendorf im Landkreis Dingolfing-Landau. Das denkmalgeschützte Gebäude ist als Baudenkmal unter der Aktennummer D-2-79-113-13 eingetragen; ebenso ist hier ein Bodendenkmal mit der Aktennummer D-2-7343-0455 und der Beschreibung „untertägige Befunde des Mittelalters und der frühen Neuzeit im Bereich von Schloss Adldorf mit zugehörigen Wirtschaftsgebäuden, darunter die Spuren von Vorgängerbauten bzw. älteren Bauphasen“ angegeben. Das Schlossensemble liegt unweit der Vils.

## Beschreibung
Über das Aussehen des mittelalterlichen Schlosses ist nichts bekannt. In dem Dreißigjährigen Krieg wurde dieses Schloss in Adldorf 1648 durch die abziehenden Schweden in Brand gesteckt. Ein Neubau erfolgte durch die Herren von Fränking; wie auf dem Stich von Michael Wening zu sehen ist, war dies ein dreigeschossiger Bau mit einem Satteldach und schräg vorspringen Ecktürmen; letztere waren bis zur Dachtraufe quadratisch, von da ab aber mit einem polygonalen Aufbau mit Zwiebelhaube versehen. Zu dem Anwesen gehörten auch Wirtschaftsgebäude und ein Park. 
Am 31. Dezember 1906 ist dieses Schloss abgebrannt, wurde danach abgebrochen und durch einen dreigeschossigen Neubarockbau mit Mansardendach ersetzt. An den vier Ecken sind halbrunde Ecktürme angebracht, an der Hofseite befindet sich ein halbrunder Mittelrisalit. In der Mitte des Daches befindet sich ein runder Aussichtsplatz. Aus dem 18. Jahrhundert stammt noch der gedeckte Arkadengang, der das Schloss mit der Kirche Mariä Empfängnis verbindet; dieser wurde 1736/37 errichtet und ist eingeschossig und besitzt elf Rundbogenarkaden. Nördlich schließt an das Schloss ein L-förmiger zweigeschossiger Anbau von 1906 an. Das dreiflügelige Verwaltungs- und Wohngebäude mit einem Walmdach stammt noch aus dem 18. Jahrhundert.

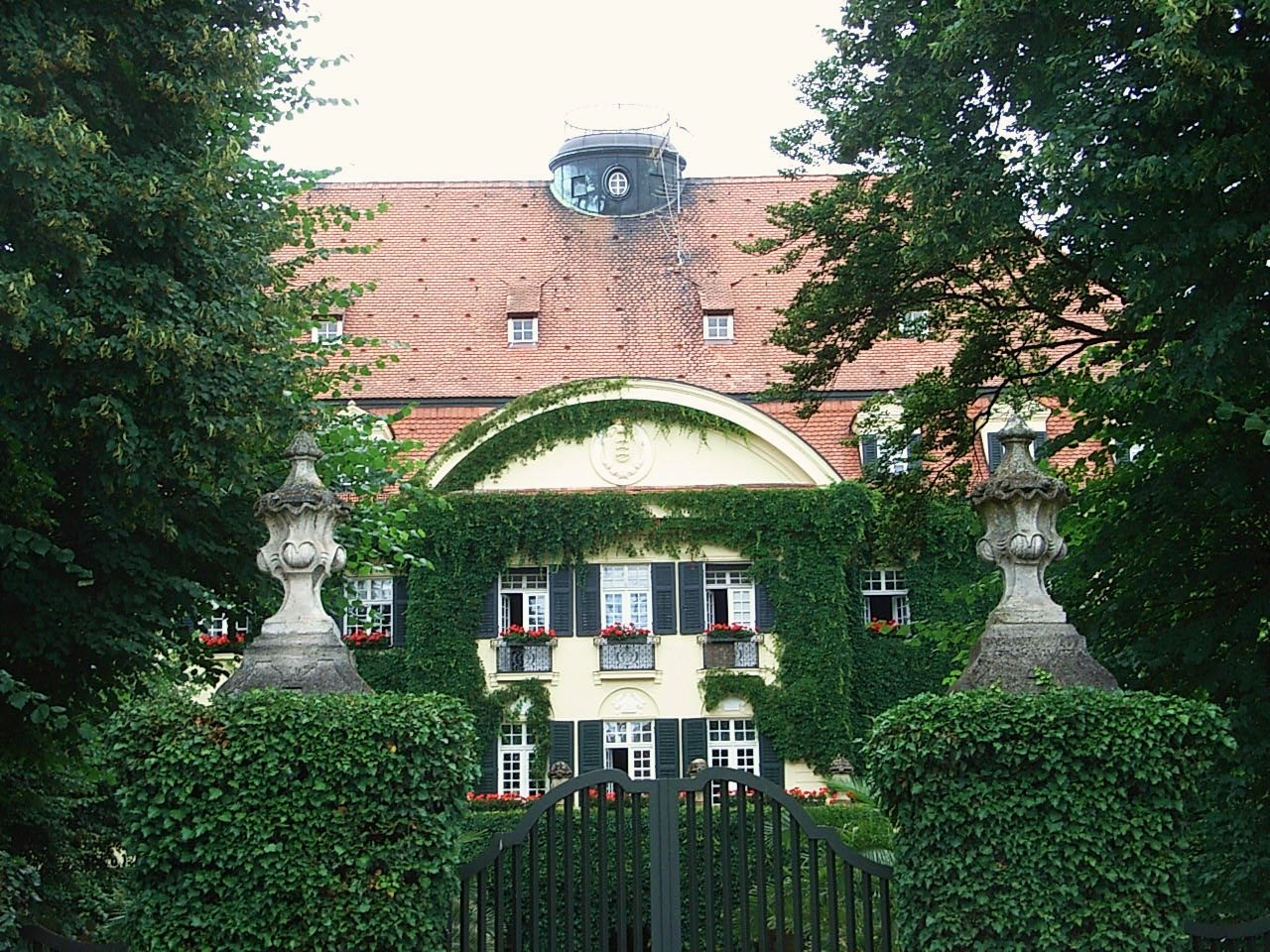
Schloss Adldorf (2008)

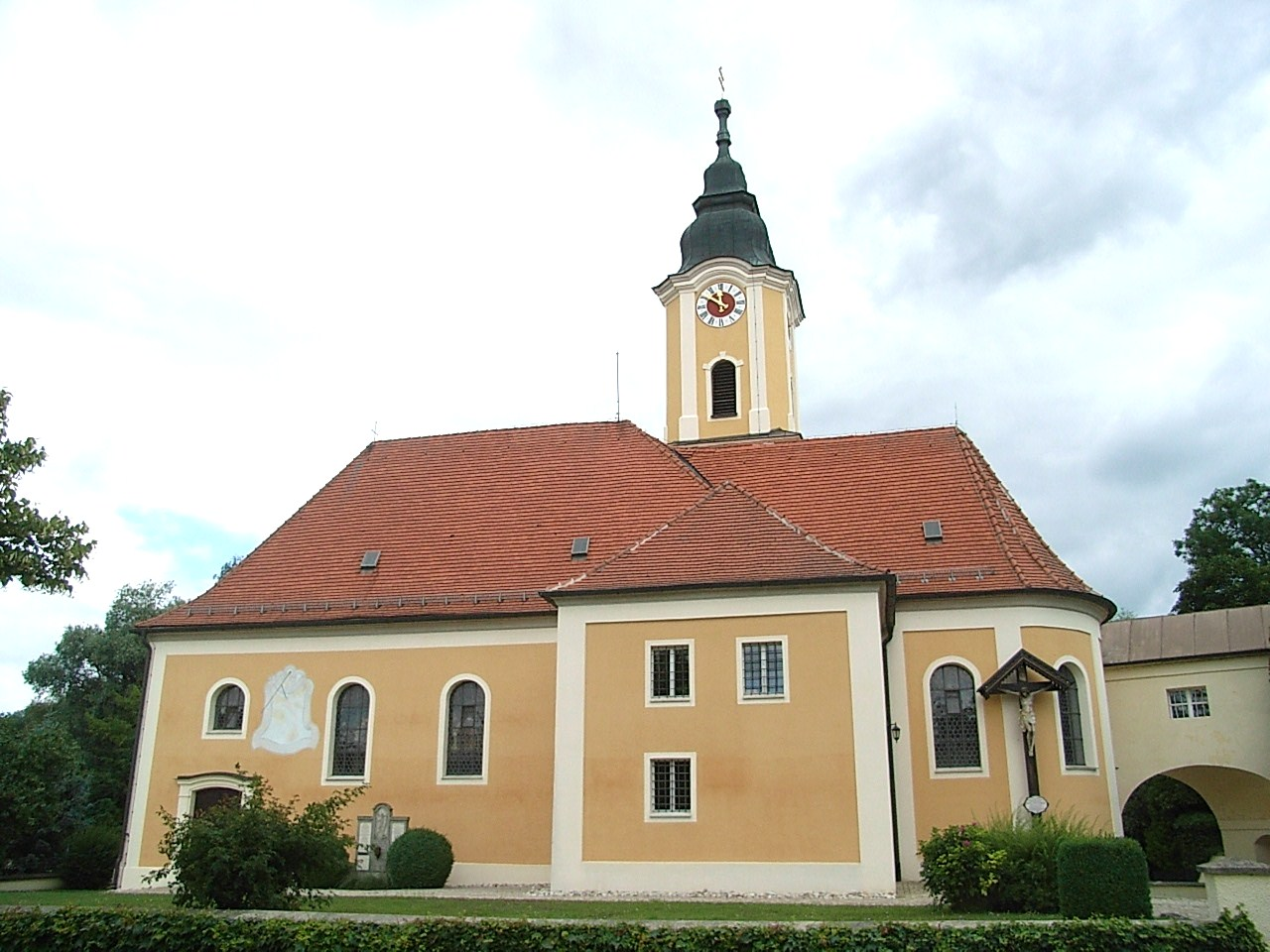
Pfarrkirche Adldorf mit Rundbogenarkaden (2008)

## Geschichte
Ein Ortsadel, der hier seinen Sitz errichtet hat, ist seit dem Ende des 12. Jahrhunderts nachweisbar. „Eggerich de Erlendorf“ trat 1196 als Siegler einer Urkunde des Klosters Aldersbach auf. 1204 war Heinrich Arldorfer ein Lehensmann des Klosters Niederaltaich. Die Hofmark Adldorf wechselte vom 14. bis zum 16. Jahrhundert häufig seinen Besitzer, genannt werden die Leiblfinger, Karl der Rampsberger, die Eschlbacher, Alex von der Alben, die Schellner und die Seyboltstorffer, welche Adldorf 1541 an den bayerischen Herzog verkauften. Für die nächsten 50 Jahre saßen Pfleger auf der Hofmark, die 1602 an die Freiherrn von Fränking verkauft wurde. Im 18. Jahrhundert kam Adldorf an die Tattenbach zu Baumgarten, von denen gelangte sie auf dem Erbwege an die Grafen von Arco-Valley. Von dieser Familie wird das Schloss auch heute noch genutzt, zudem ist hier die Arco-Valleysche Gutsverwaltung untergebracht.